# 11-й бронетанковий кавалерійський полк
11-й бронетанковий кавалерійський полк («Полк Чорного Коня») — підрозділ армії Сполучених Штатів, який знаходиться в гарнізоні у Форт-Ірвін, Каліфорнія. Хоча його називають бронекавалерійським полком, він реорганізований як багатокомпонентна важка бригадна бойова група.  Полк брав участь у філіппіно-американській війні, Другій світовій війні, війні В'єтнамі, холодній війні, операції «Буря в пустелі» (як розвідники) та операції «Свобода Іраку» (війна в Іраку).